# Nobuyo Fujishiro
Nobuyo Fujishiro (藤代 伸世 Fujishiro Nobuyo?,  nacido el 25 de enero de 1960 en Chiba) es un exfutbolista japonés que se desempeñaba como centrocampista.
En 1988, Fujishiro jugó 2 veces para la Selección de fútbol de Japón.

## Trayectoria

### Clubes
| Club           | País  | Año         |
| -------------- | ----- | ----------- |
| NKK            | Japón | 1982 - 1991 |
| Sumitomo Metal | Japón | 1992        |

### Selección nacional
| Selección | País  | Año  |
| --------- | ----- | ---- |
| Absoluta  | Japón | 1988 |

## Estadística de equipo nacional
| Selección de Japón | Selección de Japón | Selección de Japón |
| Año                | Part.              | Goles              |
| ------------------ | ------------------ | ------------------ |
| 1988               | 2                  | 0                  |
| Total              | 2                  | 0                  |

## Palmarés

### Títulos nacionales
| Título                   | Club         | País  | Año  |
| ------------------------ | ------------ | ----- | ---- |
| Copa Japan Soccer League | Nippon Kokan | Japón | 1987 |